# Ловушка для невесты
«Ловушка для невесты» (англ. The Decoy Bride) — британская романтическая комедия.

## Сюжет
Кэти (Келли Макдональд) возвращается на родину — шотландский остров Хэгг к своей больной матери после очередного разочарования в личной жизни.
Вскоре на Хэгге должна состояться свадьба прячущихся в глуши от папарацци актрисы, супер-звезды Лары Тайлер (Элис Ив) и Джеймса Арбера (Дэвид Теннант) — автора всего одной книги (место действия которой также происходит на Хэгге). Но события, разумеется, начинают происходить совсем не так, как было запланировано, — Кэти приходится исполнить роль невесты, чтобы молодые люди смогли скрыться от прессы. Однако то, что начиналось как игра, однажды может стать реальностью…

## В ролях
| Актёр                | Роль          |
| -------------------- | ------------- |
| Дэвид Теннант        | Джеймс        |
| Келли Макдональд     | Кэти          |
| Элис Ив              | Лара          |
| Морин Битти          | Изабэль       |
| Федерико Кастеллуччо | Марко Баллани |